# Diecezja Mont-Laurier
Diecezja Mont-Laurier – historyczna diecezja Kościoła rzymskokatolickiego w metropolii Gatineau w Kanadzie. Została zniesiona 1 czerwca 2022. Swym zasięgiem obejmujmowała południową część świeckiej prowincji Quebec. 

## Historia
Diecezja została kanonicznie erygowana 21 kwietnia 1913 roku przez papieża Piusa X. Wyodrębniono ją z archidiecezji Ottawa. 1 czerwca 2020 została połączona unią personalną z diecezją Saint-Jérôme.
Decyzją papieża Franciszka z dnia 1 czerwca 2022 roku diecezja została zniesiona, a jej terytorium scalone z diecezją Saint-Jérôme, która tego dnia otrzymała nazwę diecezja Saint-Jérôme-Mont-Laurier.

## Ordynariusze
- François-Xavier Brunet (1913–1922)
- Joseph-Eugène Limoges (1922–1965)
- Joseph Louis André Ouellette (1956–1978)
- Jean Gratton (1978–2001)
- Vital Massé (2001–2012)
- Paul Lortie (2012–2019)
- Raymond Poisson (2020–2022)[3]